# 时村营乡
时村营乡，是中华人民共和国河北省邯郸市磁县下辖的一个乡镇级行政单位。

## 行政区划
时村营乡下辖以下地区：
时村营村、西小屋村、陈庄村、西曹庄村、撒谷村、小屯洼村、西李庄村、上七垣村、下七垣村、武吉村、庆和峪村、牛尾岗村、小盆沟村、田庄村、上陈村和白庄村。